# Бољанина
Бољанина је насеље у општини Бијело Поље у Црној Гори. Према попису из 2003. било је 398 становника (према попису из 1991. било је 482 становника).

## Демографија
У насељу Бољанина живи 281 пунолетни становник, а просечна старост становништва износи 34,2 година (33,0 код мушкараца и 35,4 код жена). У насељу има 107 домаћинстава, а просечан број чланова по домаћинству је 3,72.
Становништво у овом насељу веома је хетерогено, а у последња три пописа, примећен је пад у броју становника.
|  |

| Демографија | Демографија | Демографија |
| Година      | Становника  | Становника  |
| ----------- | ----------- | ----------- |
|             |             |             |
|             |             |             |
|             |             |             |
|             |             |             |
| 1948.       | 469         |             |
| 1953.       | 503         |             |
| 1961.       | 624         |             |
| 1971.       | 600         |             |
| 1981.       | 502         |             |
| 1991.       | 482         | 478         |
| 2003.       | 500         | 398         |
|             |             |             |

| Етнички састав према попису из 2003.‍ | Етнички састав према попису из 2003.‍ | Етнички састав према попису из 2003.‍ | Етнички састав према попису из 2003.‍ | Етнички састав према попису из 2003.‍ |
| ------------------------------------ | ------------------------------------ | ------------------------------------ | ------------------------------------ | ------------------------------------ |
|                                      |                                      |                                      |                                      |                                      |
| Муслимани                            | Муслимани                            |                                      | 153                                  | 38,44%                               |
| Срби                                 | Срби                                 |                                      | 114                                  | 28,64%                               |
| Бошњаци                              | Бошњаци                              |                                      | 99                                   | 24,87%                               |
| Црногорци                            | Црногорци                            |                                      | 25                                   | 6,28%                                |
| непознато                            | непознато                            |                                      | 4                                    | 1,00%                                |

| Година пописа     | 1948. | 1953. | 1961. | 1971. | 1981. | 1991. | 2003. |
| ----------------- | ----- | ----- | ----- | ----- | ----- | ----- | ----- |
| Број домаћинстава | 97    | 103   | 118   | 107   | 95    | 104   | 123   |

| Број чланова      | 1   | 2  | 3  | 4  | 5  | 6  | 7  | 8 | 9 | 10 и више | Просек |
| ----------------- | --- | -- | -- | -- | -- | -- | -- | - | - | --------- | ------ |
| Број домаћинстава | 107 | 18 | 23 | 12 | 14 | 16 | 12 | 8 | 3 | 0         | 1      |

| Пол    | Укупно | Неожењен/Неудата | Ожењен/Удата | Удовац/Удовица | Разведен/Разведена | Непознато |
| ------ | ------ | ---------------- | ------------ | -------------- | ------------------ | --------- |
| Мушки  | 145    | 54               | 84           | 6              | 1                  | 0         |
| Женски | 152    | 39               | 89           | 20             | 4                  | 0         |
| УКУПНО | 297    | 93               | 173          | 26             | 5                  | 0         |

| Пол    | Укупно                    | Пољопривреда, лов и шумарство | Рибарство                            | Вађење руде и камена | Прерађивачка индустрија       |
| ------ | ------------------------- | ----------------------------- | ------------------------------------ | -------------------- | ----------------------------- |
| Мушки  | 58                        | 23                            | 0                                    | 0                    | 7                             |
| Женски | 19                        | 8                             | 0                                    | 0                    | 5                             |
| УКУПНО | 77                        | 31                            | 0                                    | 0                    | 12                            |
| Пол    | Производња и снабдевање   | Грађевинарство                | Трговина                             | Хотели и ресторани   | Саобраћај, складиштење и везе |
| Мушки  | 0                         | 8                             | 4                                    | 1                    | 8                             |
| Женски | 0                         | 0                             | 1                                    | 1                    | 0                             |
| УКУПНО | 0                         | 8                             | 5                                    | 2                    | 8                             |
| Пол    | Финансијско посредовање   | Некретнине                    | Државна управа и одбрана             | Образовање           | Здравствени и социјални рад   |
| Мушки  | 0                         | 0                             | 3                                    | 2                    | 0                             |
| Женски | 0                         | 0                             | 2                                    | 2                    | 0                             |
| УКУПНО | 0                         | 0                             | 5                                    | 4                    | 0                             |
| Пол    | Остале услужне активности | Приватна домаћинства          | Екстериторијалне организације и тела | Непознато            | Непознато                     |
| Мушки  | 1                         | 0                             | 0                                    | 1                    | 1                             |
| Женски | 0                         | 0                             | 0                                    | 0                    | 0                             |
| УКУПНО | 1                         | 0                             | 0                                    | 1                    | 1                             |